# Гёты

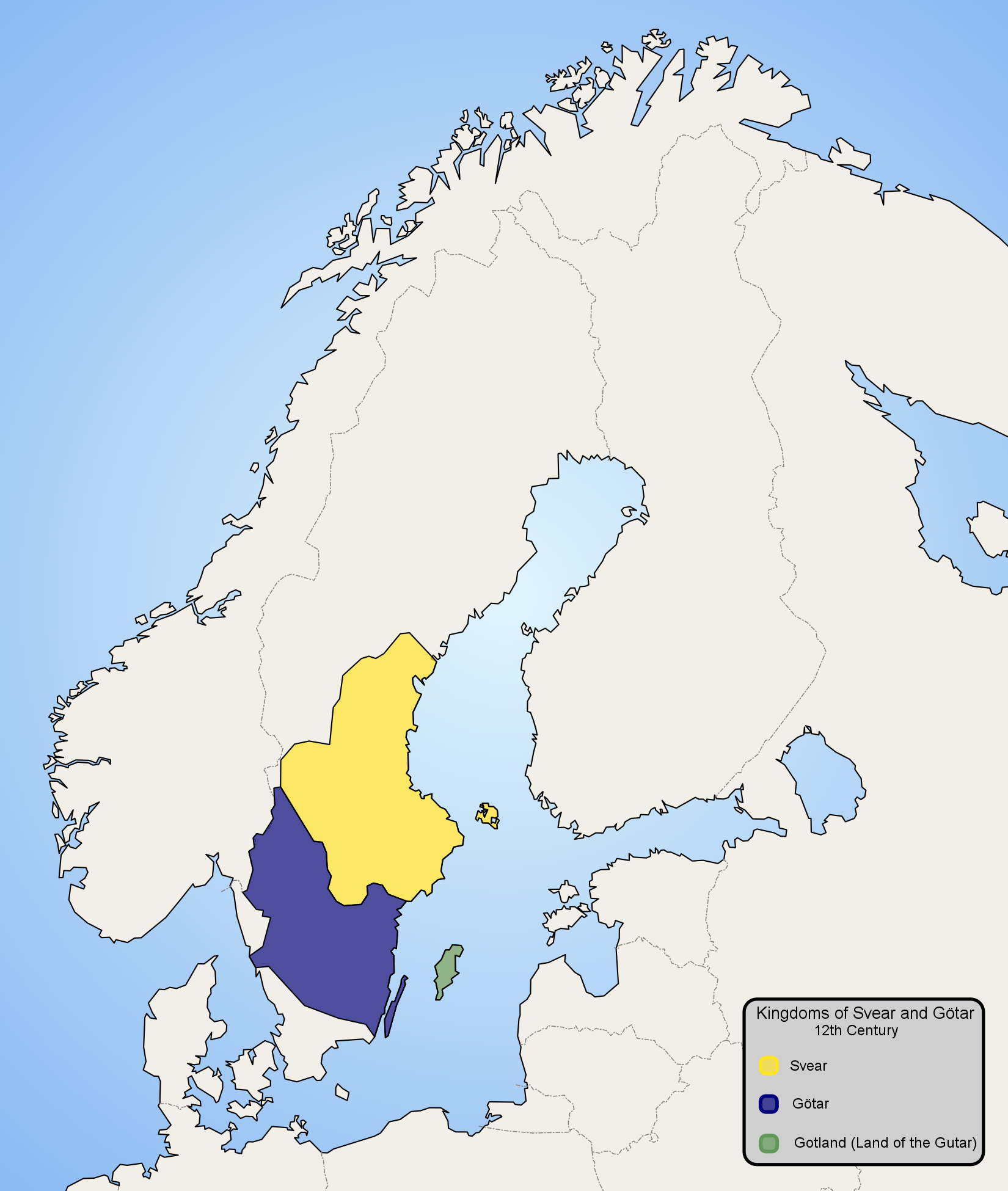
Швеция в IX веке.
Свеи
Гёты
Гуты (готландцы)

Гёты, также ёты, гауты (швед. götar, göter, древнеисл. gautar) — древнегерманское племя, в период с II в. до н. э по рубеж I и II тысячелетия населявшее южную часть Скандинавии, в районе озёр Венерн и Веттерн. Вместе со свеями образовали шведскую нацию.

## История и расселение
Историческая область на юге Швеции до сих пор носит название Гёталанд, то есть «страна гётов», а второй крупнейший город Швеции именуется Гётеборг («крепость гётов»). На родство гётов с готами, указывал ещё готский историк Иордан; эти название содержат один и тот же прагерманский корень. Память об исходе готов из Скандинавии в Восточную Европу сохранялась в Европе во время Средних веков и позднее. К примеру, во время Ферраро-Флорентийского собора испанские делегаты говорили шведам о том, что почётнее быть потомками «героических вестготов», чем тех, «кто остался дома», имея в виду испанскую и шведскую знать. Тем не менее, скандинавское происхождение готов и, следовательно, их родство с гётами оспаривается некоторыми исследователями, так же, как и отождествление гётов с гаутами, упоминаемыми в «Беовульфе» (под названиями «Geata» и «Wedera») и скандинавских сагах. Существует также гипотеза о родстве гётов с ютами.
| Geata · Wedera                                    |
| «Geata» и «Wedera» в тексте «Беовульфа» (VII век) |

Хотя гёты и свеи вместе выбирали короля, свеи играли главенствующую роль. В законе Готланда (около XIII века) было установлено, что только свеи имеют право выбора и смещения короля. Так, например, в 1125 году гёты выбрали королём Магнуса Сильного, сына короля Дании, но свеи воспротивились, и Магнус уже в 1130 году был изгнан из страны.
Различие между свеями и гётами существовало на протяжении всех Средних веков.